# 貝里維爾 (阿肯色州)
貝里維爾（英語：Berryville）是一個位於美國阿肯色州卡羅爾縣的城市。根據2020年美國人口普查，該地人口為5682人，而該地的面積約為15.93平方千米。該地與尤里卡斯普林斯同為卡洛羅縣的縣治。

## 地理
貝里維爾的座標為36°21′53″N 93°34′05″W / 36.36472°N 93.56806°W，而該地的平均海拔高度為379米（即1243英尺）。